# Georg von Meysenbug
Georg von Meysenbug (* 1558; † 1597 in Hessisch Lichtenau) war ein Adliger aus dem nordhessischen Ritter- und Ministerialen-Geschlecht derer von Meysenbug. Als Hofmeister und Rat war er einer der engsten Vertrauten und ein mehrmaliger Gesandter des Landgrafen Moritz von Hessen-Kassel.
Georgs Vater Johann von Meysenbug war während der Regierung des ersten Landgrafen von Hessen-Kassel, Wilhelm IV., Landvogt an der Werra und landgräflicher Rat. Georg studierte ab 1577 an der Philipps-Universität Marburg und erlangte dort den Grad eines Dr. beider Rechte. Danach ging er auf Bildungsreisen nach Italien, Frankreich, den Niederlanden, Böhmen, Österreich und Preußen.
Als Landgraf Wilhelm IV. im Jahre 1588 Hans Ludwig von Harstall, den bisherigen Hofmeister bei dem damals 16-jährigen Erbprinzen Moritz, zum Landvogt an der Werra ernannte, berief er Georg von Meysenbug als dessen Nachfolger zum Hofmeister des Prinzen. Bereits im gleichen Jahr, 1588, war Georg Mitglied der von den hessischen Fürstenhäusern gemeinsam nach Stuttgart geschickten Gesandtschaft, die dort als Brautwerber für den verwitweten Landgrafen Georg I. von Hessen-Darmstadt um die Hand von Eleonore, Schwester des Herzogs Ludwig und Witwe des Fürsten Joachim Ernst von Anhalt, anhielten. Meysenbug schickte höchst anschauliche Berichte aus Stuttgart nach Kassel.
Der 20-jährige Moritz folgte seinem Vater im August 1592 als regierender Landgraf in Kassel und Meysenbug ist bereits bei der Bestattung des verstorbenen Landgrafen als Moritz’s Hofmeister und Anfang Februar 1593 als dessen Rat bezeugt. Im Gegensatz zu der Mehrheit der alten Räte Wilhelms IV. war Meysenbug, wie viele von Moritz’ jüngeren Ratgebern, ein entschiedener Gegner der von Wilhelm betriebenen kaisertreuen Politik, da dies der protestantischen Sache höchst gefährlich werden könnte, auch angesichts der sich gegen Habsburg regenden Gegenkräfte, und befürwortete engere Beziehungen zu den protestantischen Fürstenhäusern Europas. Moritz betraute Meysenbug mit einer Anzahl politisch wichtiger Missionen. So vertrat er die Landgrafen Moritz von Hessen-Kassel und Ludwig IV. von Hessen-Marburg bei der Hochzeit des Markgrafen Johann Sigismund von Brandenburg mit Anna von Preußen am 19. Oktober 1594 in Königsberg. Von dort reiste er als Gesandter des Landgrafen zum Reichstag 1594 in Regensburg. In Regensburg erreichte ihn am Weihnachtstag 1594 Moritz’ Anweisung, nach Darmstadt zu reisen, um den dortigen Landgrafen Georg I., dessen Gemahlin Eleonore und den dortigen Erbprinzen Ludwig zu der am 12. Januar 1595 vorgesehenen Taufe des Kasseler Erbprinzen Otto einzuladen.
Seine wichtigste Reise unternahm Meysenbug im Jahre 1596. Um den 20. Januar 1596 verließ er Kassel mit Gefolge, um als Gesandter des Landgrafen an den Hof der Königin Elisabeth I. von England zu reisen. Zweck der Reise war es, die Königin zur Patenschaft von Moritz’ Tochter Elisabeth zu bewegen, deren Geburt im März 1596 erwartet wurde. Gleichzeitig sollte Meysenbug aber auch eruieren, ob Hessen-Kassel sich einem erwarteten Bündnis von England, Frankreich und den Generalstaaten gegen Habsburg anschließen könnte. Drittens sollte er engere Handelsbeziehungen mit den Niederlanden und England anzuknüpfen versuchen und niederländische und englische Tuchmacher und Seidenweber anwerben, die bei der Errichtung von Woll- und Seidenwebereien in Hessen von Nutzen sein würden. Schließlich sollte er auch englische Pferde für den Marstall des Landgrafen mitbringen und sondieren, ob die Königin Moritz den Hosenbandorden zu verleihen geneigt sein könnte. Meysenbug berichtete dem Landgrafen in ausführlichen Briefen vom Verlauf seiner Reise. Sie ging per Schiff nach Bremen, dann nach Oldenburg und weiter nach Emden. Von dort ging es über Land nach Groningen, Utrecht, Leyden und Den Haag, das am 14. Februar erreicht wurde. Dort wurde er vom Statthalter Moritz bestens empfangen. Am 20. Februar wurde Rotterdam erreicht. Von dort reiste die Gesandtschaft per Schiff nach Middelburg, wo sie am 22. Februar eintraf, weiter nach Vlissingen und schließlich am 23. Februar nach England. Da Elisabeth auf ihrem Schloss Richmond blieb und wohl auch zunächst die Verhandlungen mit Frankreich und den Generalstaaten zu einem erfolgreichen Abschluss bringen wollte, kam es erst am 14. März zur Audienz mit Elisabeth im Schloss Richmond. In der Zwischenzeit war Robert Devereux, 2. Earl of Essex, Vertrauter der Königin, Meysenbugs wichtigster Verhandlungspartner, und man kümmerte sich um die mannigfachen anderen und eher privaten Anliegen des Landgrafen. Meysenbug reiste nach erfolgreichem Abschluss seines England-Auftrags bald nach dem 19. Mai aus England ab und war im Juli wieder zurück in Kassel. Die Reise war wohl erfolgreich, wie Elisabeths Annahme der Patenschaft, Lord Clintons Anwesenheit bei den Tauffeierlichkeiten und die Ansiedlung ausländischer Handwerker in Hessen nahelegen.
Meysenbug starb bereits im Jahre 1597 im Alter von nur 39 Jahren auf dem Herrensitz seiner Familie in Lichtenau. Moritz ließ ihm in Lichtenau ein von ihm selbst in lateinischen Versen verfasstes Epitaph widmen.